# Spaanse steenbok
De Spaanse steenbok of Iberische steenbok (Capra pyrenaica) is een zoogdier uit de familie der holhoornigen (Bovidae). Hij is nauw verwant aan de alpensteenbok (Capra ibex) en kwam vroeger voor in alle gebergten in Spanje.

## Beschrijving
De één meter lange hoorns van de Spaanse steenbok buigen omhoog en naar buiten, terwijl de hoorns van de alpensteenbok naar achteren buigen. Ook zijn de hoorns van de Spaanse steenbok niet geringd. De hoorns van het vrouwtje zijn een stuk kleiner, slechts 20 centimeter. Het mannetje heeft een sik en wordt groter dan het vrouwtje. De schofthoogte van het mannetje, de bok, is 68–77 cm, een kop-romplengte 137–153 cm, en een gewicht van 60–80 kg. Het vrouwtje heeft een schofthoogte van 59–75 cm, kop-romplengte van 116–136 cm, en een gewicht van 25–35 kg.
De Spaanse steenbok heeft een zwarte streep over zijn rug. Ook zijn poten, flanken, borst en voorhoofd zijn zwart. De staart is 12 tot 13 centimeter.

## Gedrag
De steenbok is een dagdier. In de schemering is hij het actiefst. De steenbok graast vooral grassen, kruiden en korstmossen, maar hij eet ook twijgjes, vruchten, bladeren en ander vers plantaardig voedsel.
Steenbokken zijn groepsdieren. Ze leven in groepen van 50 tot 60 dieren. Enkel tijdens de bronst komen gemengde groepen voor; gedurende de meeste tijd van het jaar leven volwassen bokken en geiten apart. De bronst is in november en december. Alleen de dominante mannetjes mogen paren. Na een draagtijd van 23 tot 24 weken worden de jonge geitjes geboren in mei. Soms krijgen de geiten twee jongen. Na zes maanden worden de geitjes gespeend, en na 2½ jaar zijn de geiten geslachtsrijp. De Spaanse steenbok wordt 12 tot 16 jaar oud. De belangrijkste vijanden zijn wolven (Canis lupus) en steenarenden (Aquila chrysaetos).

## Ondersoorten
Er zijn vier ondersoorten.
De Sierra Nevada-steenbok (Capra pyrenaica hispanica) is de meest algemene ondersoort. Hij komt vooral voor in de Sierra Nevada en Andalusië. De tweede ondersoort, de Gredossteenbok (Capra pyrenaica victoriae), komt enkel voor in de pijnbossen van de Sierra de Gredos in Centraal-Spanje. De derde ondersoort, de Pyrenese steenbok (Capra pyrenaica pyrenaica), kwam vroeger voor in de Pyreneeën. Het laatste dier stierf op 6 januari 2000 in Nationaal Park Ordesa y Monte Perdido. Een vierde ondersoort, de Portugese steenbok (Capra pyrenaica lusitanica), stierf uit in 1892.